# Мадам Шевалье
Мадам Шевалье, Луиза (?) (урожденная Пуаро — Poireau, в замужестве Бриссоль, по принятому псевдониму мужа Шевалье-Пейкам (Chevalier-Peicam, по некоторым источникам: Реусаm); 1774 — ?) — французская певица, любовница обер-шталмейстера Ивана Кутайсова, а позднее, вероятно, императора Павла I, ненавидимая в России за свою жадность и, согласно распускавшимся о ней слухам, шпионившая на Бонапарта.
Её младший брат, балетный танцовщик и хореограф, Огюст Пуаро много и плодотворно работал в Петербургской балетной императорской труппе, где его даже стали называть по русскому обычаю Августом Леонтьевичем.

## Биография

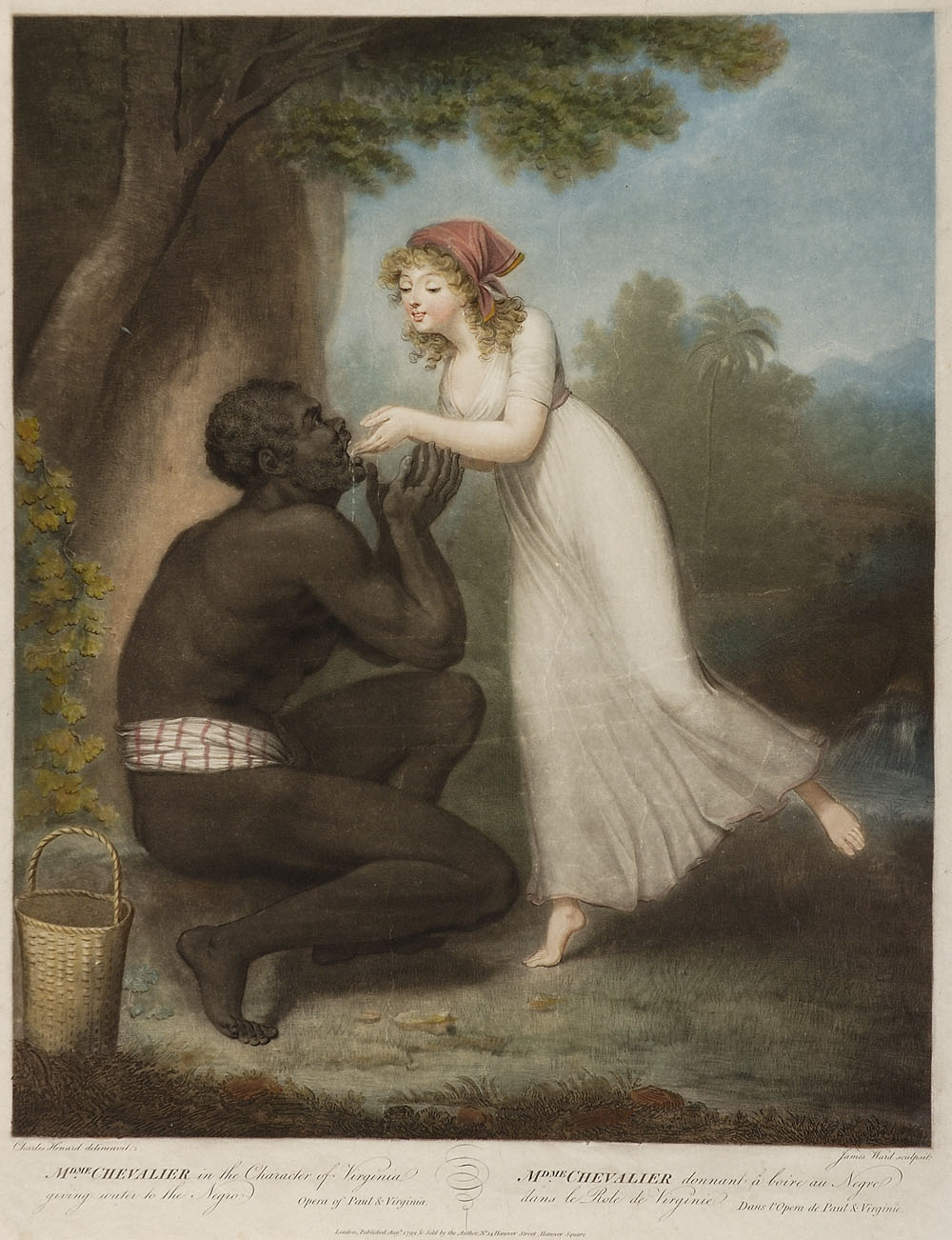
Мадам Шевалье на сцене в 1792 году

Луиза Пуаро родилась в 1774 году в Лионе, в бедной семье танцмейстера Пуаро. Была небольшого роста, подвижная, отличалась красотой, имела светло-каштановые волосы и большие ярко-синие глаза. Дебютировала в Лионском театре в 1791 году. Сразу покорила зрителей глубиной голоса и огромным обаянием.
В 1792 году она вышла замуж за балетмейстера труппы Пьера Шевалье Пекена (Пейкама), настоящая фамилия которого Бриссоль; сценическая пара отправилась покорять Париж и вскоре устроилась на новом месте, по одним источникам — в Парижскую оперу, по другим — в Парижский Итальянский театр. Оказавшись в гуще революционных событий, артисты приняли участие в большом празднике в честь богини Разума. Сообщается, что после смерти Робеспьера, как и многие другие, они были заключены, а затем освобождёны. Закончив с революционной деятельностью, чета Шевалье вернулась на сцену.
Мадам Шевалье постепенно становилась одной из самых известных исполнительниц комических опер, дебютировав в комической опере Крейцера «Поль и Виргиния» (сохранилась гравюра, изображающая её в этой роли).
После термидорианского переворота (27 июля 1794 года — 9 термидора II года по республиканскому календарю) они эмигрировали в Гамбург, где певица пользовалась большим успехом и получала щедрые подарки. Так, императрица Жозефина упоминает о своем удовольствии видеть её. Там выступления певицы вызвали своего рода «театральную войну» между якобинцами и эмигрантами.
Муж тоже не сидел без дела, поставив несколько балетных спектаклей. А кроме того, они почувствовали в себе предпринимательский талант и открыли игорный дом.
Начало ювелирной коллекции мадам Шевалье положило кольцо, отделанное бриллиантами, стоимостью 1500 талеров, которое, как было написано в приложении к одному из гамбургских журналов, было подарком от герцога Мекленбург-Шверинского.

### Россия
Директор над музыкой и зрелищами в России князь Н. Б. Юсупов отметил её ещё в Париже и два года спустя заключил контракт с ней, её мужем Пьером и братом Огюстом, который был танцовщиком, пригласив их на службу во Французскую императорскую труппу Санкт-Петербурга. В мае 1797 года (или к 1 апреля 1798 года) мадам Шевалье со своим артистическим семейством прибыла в Петербург. Согласно контракту ей полагалось 7000 рублей (до неё такого жалования не получал никто в труппе), балетмейстеру Пьеру — 3000, Огюсту — 2000. Оговаривалось, что мадам Шевалье имеет право выбирать роли, оговаривался и бенефис, полный сбор с которого принадлежал актрисе, им оплачивали квартиру, карету и дрова. Муж её был балетмейстером и получил по этому месту чин коллежского асессора, а 9 ноября 1799 года Высочайшим указом П. Шевалье был назначен «отныне и впредь навсегда быть сочинителем балетов».
Дебют мадам Шевалье в комической опере Далейрака «Рено д’Аст» состоялся 17 июня 1797 года в царской резиденции Павловске. Спектакль давался в честь возвращения двора в Павловск после путешествия в Москву, Казань и другие города. После спектакля актрису с мужем пригласили на торжественный ужин в Итальянском зале вместе с Павлом I и Марией Фёдоровной.

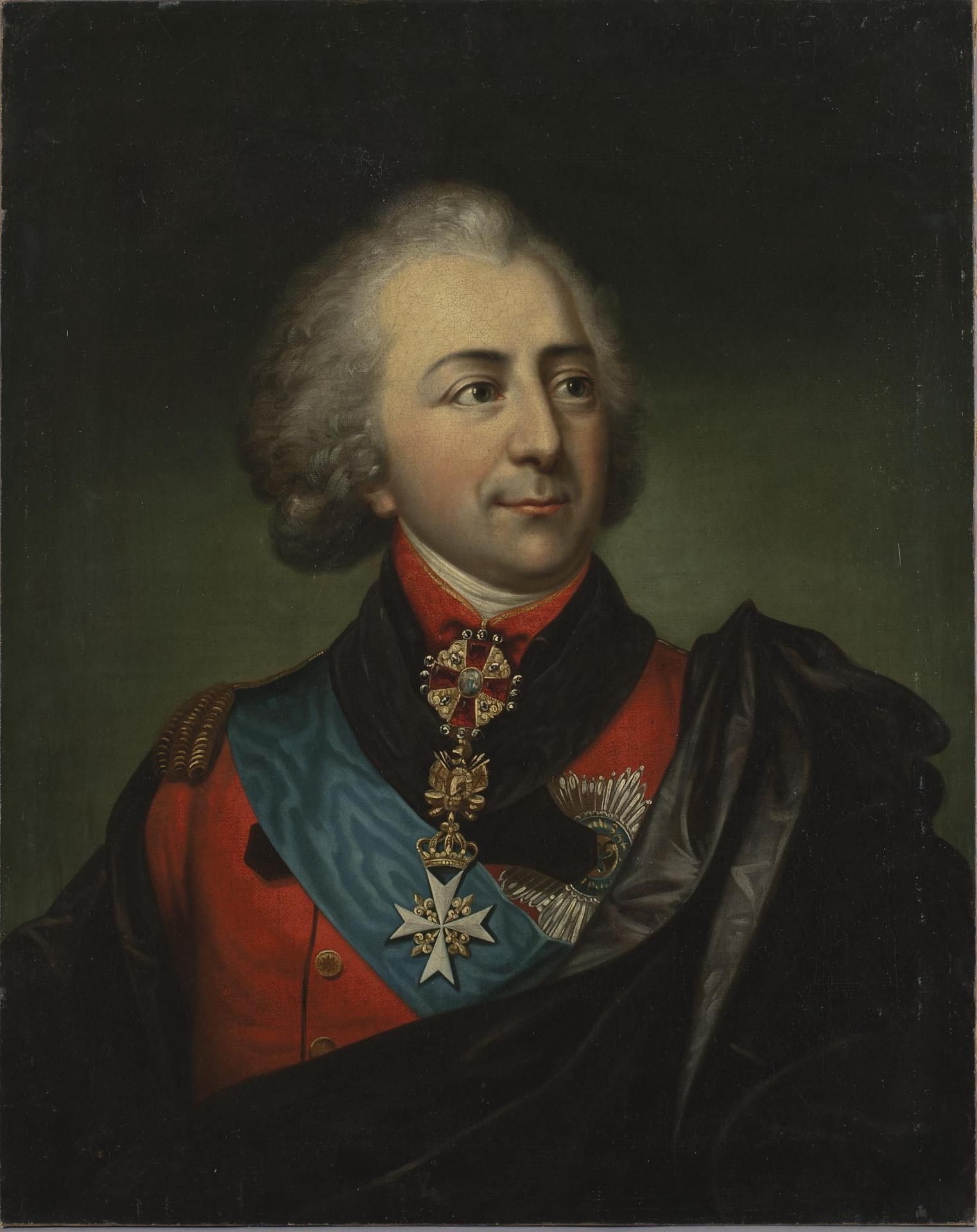
Кутайсов

На красавицу обратил внимание ближайший приближённый императора Кутайсов. Он снял и роскошно обставил для неё особняк, осыпал подарками. Мадам Шевалье устраивала приемы, на которых стали бывать представители высшей аристократии, и приобрела большое влияние.
Н. И. Греч писал о ней:

«К ней прибегали за протекцией и получали её за надлежащую плату. (…) Муж её сидел в передней и докладывал о приходящих. Она принимала их как королева. Одно слово её Кутайсову, записочка Кутайсова к генерал-прокурору или к другому сановнику, и дело решалось в пользу щедрого дателя».

Другим способом заслужить её признательность была покупка лож в Каменном театре во время её бенефисов, когда за место могло быть наплачено 1500 рублей против обычных 25; и мадам получала список от брата и мужа с указанием фамилий и сумм. Князь Барятинский, например, подарил ей колье в 6 тыс. рублей в качестве платы за ходатайство. Росли и ширились слухи о жадности и скупости актрисы. Она способствовала опале Фёдора Ростопчина.
Август Коцебу пишет о ней:

Более всего запятнано было царствование Павла ненасытным корыстолюбием известной госпожи Шевалье. (…) Нет примера, чтобы она когда-либо употребила своё влияние для доброго дела; можно было рассчитывать на её вмешательство только там, где была для неё какая-нибудь выгода.

25 июня 1798 года дебютировала на сцене Большого Каменного театра в комической опере Дезеда «Алексис и Жюстина», которая сделала небывалый доселе сбор — 1287 рублей 25 копеек. Затем она выступила в «Прекрасной Арсене», комической опере Монсиньи.

### Павел

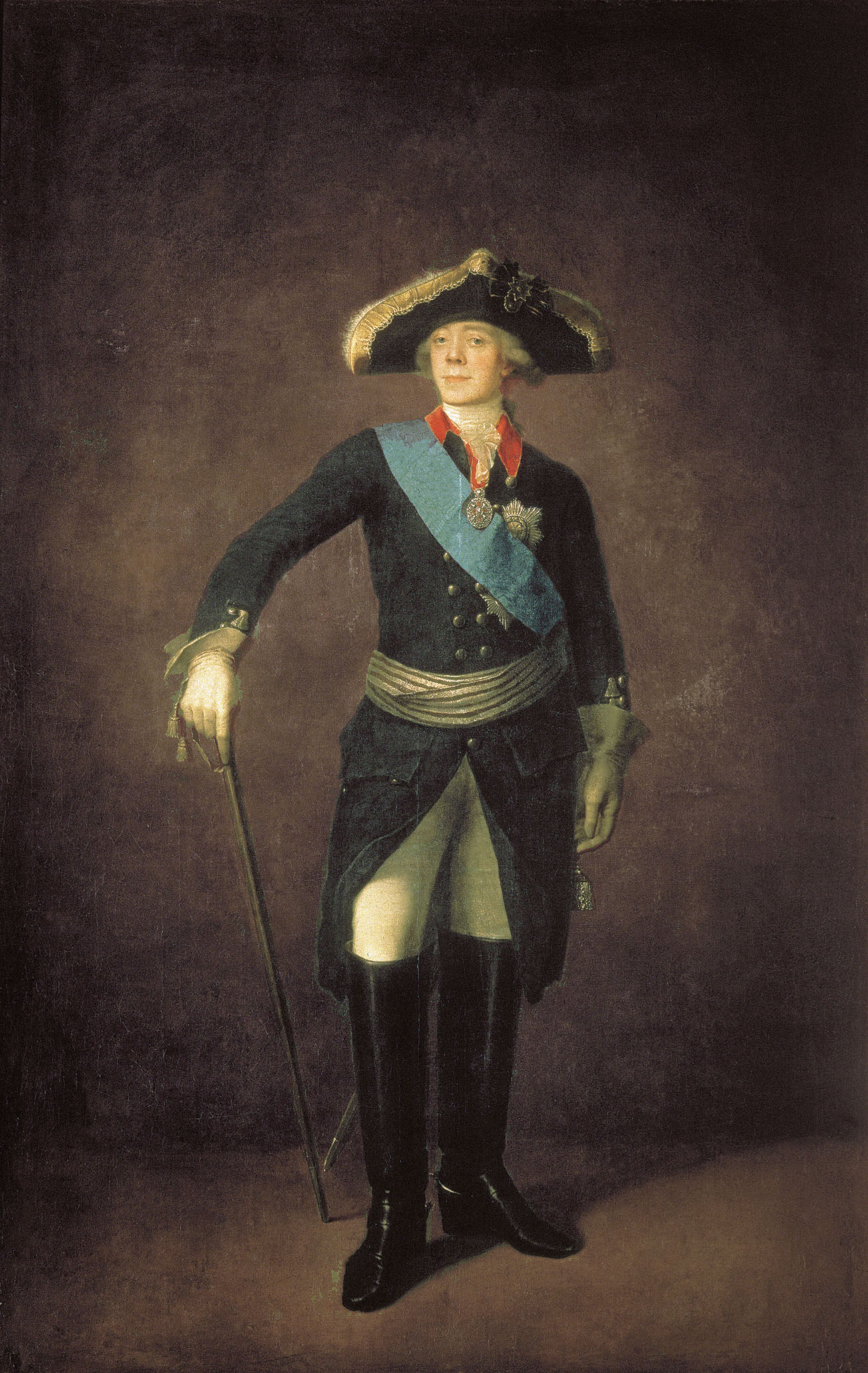
Павел I на портрете работы Щукина

Мадам Шевалье часто выступала в Эрмитажном театре, где, как считается, на неё наконец обратил внимание император, хотя Анна Лопухина оставалась его официальной фавориткой. Существует история, что страсть в Павле воспламенилась благодаря тому, что для исполнения роли Федры мадам Шевалье надела платье того самого знаменитого оттенка, который император выбрал для стен Михайловского замка (по перчатке, оброненной Анной Лопухиной).
К этому времени у мадам Шевалье уже была от Кутайсова маленькая дочь, и актрисе удавалось сохранять отношения одновременно с ними обоими.
Ф. Ф. Вигель пишет о ней:

Привязанность графа Кутайсова, женатого человека и отца семейства, к г-же Шевалье и щедрость его к ней казались многим весьма извинительными; но влияние её на дела посредством сего временщика, продажное её покровительство, раздача мест за деньги всех возмущали. Уверяли, будто Кутайсов её любовью делился с господином своим Павлом I, будто она была прислана сюда с секретными поручениями от Бонапарте, что подвержено сомнению, ибо он был ещё в Египте, когда она в Россию приехала; но впоследствии, будучи уже первым консулом республики, мог он употребить её как тайного агента. Как бы то ни было, но она почиталась одною из сильных властей государственных; царедворцы старались ей угождать, а об ней, о муже её, плохом балетмейстере, и о брате её, танцовщике Огюсте, говорили как о знатном семействе; а когда она в гордости своей воспротивилась браку сего Огюста с дочерью актера Фрожера, то находили сие весьма естественным. Она все реже и реже стала являться публике, как бы гнушаясь городским обществом и сберегая прелести лица своего и таланта для одного двора, на театре Эрмитажа. Следующей зимою пожаловали мужа её прямо коллежским асессором; тогда её высокоблагородие, говорят, совсем перестала показываться.

Упоминают и о возможной склонности мадам к наследнику Александру: «Желая объяснить ту строгость, с какою император поступил с князем [Александром] Голицыным, распространили слух, будто это он содействовал интриге между великим князем и мадам Шевалье. Эта актриса, фаворитка Кутайсова, действительно чрезвычайно ухаживала за великим князем, так что он, прельщенный её красотой и грацией, склонялся ко взаимности. Предполагали, будто князю поручено было вести эту интригу и что Кутайсов, из ревности, будучи не в состоянии отомстить самому Александру, отплатил за все его комиссионеру».
Н. И. Греч приводит исторический анекдот:

Однажды призывают его (Ивана Борисовича Пестеля, почтмейстера в Петербурге) к императору. Павел в гневе говорит ему: 

— Вы, сударь, должны брать пример с вашего брата (почтмейстера в Москве). Он удержал одну иностранную газету, в которой было сказано, будто я велел отрезать уши мадам Шевалье, а вы её выпустили в свет. На что это похоже? 

Пестель отвечал, не смутившись; 

— Точно выпустил, государь, именно для того, чтоб обличить иностранных вралей. Каждый вечер публика видит в театре, что у ней уши целы, и, конечно, смеется над нелепой выдумкой. 

— Правда! Я виноват. Вот, — сказал Павел (написав несколько слов на лоскутке бумаги об отпуске из кабинета бриллиантовых серег в 6000 рублей), — поезжай в кабинет, возьми серьги, отвези к ней и скажи, чтобы она надела их непременно сегодня, когда выйдет на сцену.

30 апреля 1799 года в бенефис примадонны французской труппы мадам Шевалье состоялась премьера оперы Джузеппе Сарти La Famille indienne en Angleterre (итал. Индейская семья в Англии). Коцебу весьма сдержанно высказывается о её артистических способностях:

Мне поручено было написать оперу с балетом для этой артистической четы; это заставило меня два раза быть свидетелем того высокомерия, которое госпожа Шевалье выказывала, однако, менее, чем её муж. Она приняла меня в «неглиже»; и так как письменный план, который я должен был ей сообщить, дал мне случай некоторое время сидеть весьма близко к ней, то я мог заметить, что её столь восхваляемая красота, если не совсем поблекла, была, по меньшей мере, уже не в полном блеске. На сцене она действительно очаровывала своим станом и игрою; но ей не следовало пускаться в серьёзную оперу, ибо, например, в Ифигении, можно было любоваться только её красотою.

К концу царствования Павла актрису называли в числе тех лиц, кто мог бы сменить Марию Фёдоровну в случае развода. «Говорили также, что, если бы не было революции, она должна была через два дня, как объявленная фаворитка, занять во дворце комнаты княгини Гагариной». Одновременно с этим император ожидал рождения ещё двоих детей от других женщин.

За несколько дней до ниспровержения своего счастия госпожа Шевалье прогуливалась верхом в сопровождении двух придворных шталмейстеров, подобно тому, как обыкновенно прогуливался сам император. Она проскакала мимо окон французской актрисы Вальвиль, своей соперницы в благосклонности публики, и бросила ей гордый взгляд. Случайно ехал за ней тоже верхом великий князь Александр Павлович; он улыбнулся госпоже Вальвиль и указал на горделивую наездницу, которая так публично выставляла напоказ себя и свою продажную добродетель.

В начале 1801 года главный балетмейстер Петербургской императорской труппы (по совместительству исполнявший обязанности официального мужа фаворитки) получил 2000 рублей, чтобы ангажировать в Париже новых артистов для Петербургской балетной труппы. Шевалье отбыл в Париж с тем, чтобы вернуться через несколько месяцев и привезти с собой знаменитых французских танцоров. Однако все изменилось из-за грянувшего государственного переворота и убийства императора Павла. Больше в Россию главный балетмейстер не вернулся.
Она выступала в Михайловском замке 10 марта, за день до убийства императора.

### После Павла
После смерти императора, утром 12 марта 1801 года, в особняк мадам Шевалье ворвались офицеры во главе с плац-майором Иваном Саввичем Горголи, которые по указанию графа Палена и нового императора Александра искали у неё Кутайсова, а также получили приказ обыскать её на предмет государственных бумаг, чтобы выяснить, не была ли она агентом Первого Консула. У неё были изъяты бланки с подписью покойного императора и перстень с его вензелем.

В роковую ночь её тоже арестовали на несколько часов. Когда в её дом пришел офицер с караулом, её сметливая горничная не хотела впустить его в спальню, но он без церемонии оттолкнул её и подошел к постели. Красавица сильно испугалась такого неожиданного посещения и закричала: «Мой муж в Париже!» — «Не вашего мужа», отвечал офицер, «мы ищем в вашей постели, а графа Кутайсова».

Через два дня мадам получила предписание, по которому она должна была покинуть пределы Российской империи. В бумаге, отдельно приложенной и подписанной лично Александром, указывалось, что она освобождается от обычной повинности к высланным, и поэтому от неё не требовалось отдать в казну 1/10 своего имущества. «Когда чрез несколько дней по смерти Павла, она просила паспорта для выезда за границу, Александр приказал ответить ей, что он крайне сожалеет, что здоровье её требует перемены воздуха, и что ему всегда будет приятно, если она вернется и снова пожелает быть украшением французской сцены».

Народ выразил своё презрение к ней самым грубым образом. На Исаакиевской площади какой-то мужик показывал за деньги суку, которую он звал мадам Шевалье. Главное искусство этой суки состояло в том, что, когда её спрашивали: как делает мадам Шевалье? она тотчас ложилась на спину… Нельзя себе вообразить, сколько народу приходило на это зрелище: даже порядочные люди проталкивались сквозь толпу, чтобы насладиться удовольствием спросить у собаки: «как делает мадам Шевалье?».

Сначала она поехала в Германию, затем купила имение под Парижем. В письме от 1807 года один англичанин сообщает, что вместе с мужем она живет в роскошном особняке в Париже, который посещают и Наполеон, и Луи Бонапарт, различные иностранные послы. Он придерживается мнения, что она шпионила на Талейрана и сообщает множество сведений о неупомянутых здесь любовниках.
Энциклопедический словарь Ф. А. Брокгауза и И. А. Ефрона указывает версию, что, поселившись в Касселе, она вскоре вышла замуж во второй раз.
Судя по всему, больше она не выступала, по рассказам видевших её — располнела. Императрица Жозефина пишет, что, как она слышала, из России мадам Шевалье отправилась в Польшу, где один богатый пфальцграф обратил на неё внимание, обеспечил ей развод с мужем и женился на ней. Греч позже встретил её заграницей:

Я увидел её случайно в 1817 г., не зная, кто она. С троюродным братом моим И. К. Борном заехал я на пути из Швейцарии в Висбаден. (…) У госпожи Гризар нашли мы двух дам, одну пожилую, другую молоденькую. (…) Я отвечал ей, не догадываясь, но и не смел спросить, кто она. На лице её видны были признаки красоты необыкновенной: умная улыбка, прекрасные глаза, приятный голос, беленькие ручки — все говорило в её пользу. У дочери же её был орлиный нос и восточный облик лица, как у турчанки. (…) И в ту же минуту догадался я, что это должна быть недавняя владычица России! (…) Брат её сказывал мне впоследствии, что она постриглась и вела строгую жизнь в одном дрезденском монастыре.

Вигель пишет, что Кутайсов до самой своей смерти в 1830 году от холеры носил на груди вместе с образками портрет г-жи Шевалье.

## Изображения
Её портрет в роли Виргинии (oпepa «Paul et Virginie») гравирован в Лондоне в 1792 году Джеймсом Уордом (James Ward см. Smith. British mezzotinto 1443. № 4). Другой портрет в роли Изауры (опера «Синяя борода») гравирован Штеттрупом (Andreas Stoettrupp). Виже-Лебрен оставила её набросок.